# Griffith Rice (Politiker)
Griffith Rice (* um 1664; † 26. September 1729 in Bath) war ein britischer Politiker.

## Herkunft und Jugend
Rice entstammte der alten walisischen Familie Rhys, einer der führenden Familien der Gentry von Carmarthenshire. Er war der älteste und einzige überlebende Sohn von Walter Rice, einem Enkel von Walter Rice, und seiner Frau Elizabeth, einer Tochter von Pierce Deere aus Glamorgan und Witwe von Richard Games aus Penderyn und Llanelli. Ab Mai 1682 studierte Rice am Jesus College in Oxford.

## Leben
Nach dem Tod seines Vaters um 1680 erbte er dessen Besitzungen, darunter Newton House. Durch seine Besitzungen hatte er jährliche Einkünfte in Höhe von etwa £ 300. Von 1693 bis 1694 war er Sheriff von Carmarthenshire. Unterstützt durch die Familie Morgan aus Golden Grove und gegen den Mitbewerber Sir Thomas Powell wurde er 1701 als Kandidat der Tories als Knight of the Shire für Carmarthenshire für das House of Commons gewählt. Dennoch stimmte er ab 1703 mehrfach gegen die Gesetzesentwürfe der Tories und gehörte spätestens ab 1708 den Whigs an. Als Konsequenz daraus verlor er die Wahl von 1710 gegen Thomas Powell. Er soll an einer Lähmung während eines Kuraufenthalts in Bath gestorben sein und wurde in der Abteikirche von Bath begraben.  

## Familie und Nachkommen
In erster Ehe heiratete er Catherine Hobby, eine Tochter und Miterbin von Philip Hobby. Mit ihr hatte er zwei Söhne und fünf Töchter. Durch die Heirat erwarb er einen Teil der Besitzungen von Neath Abbey. Nach dem Tod von Catherine heiratete er in zweiter Ehe Elizabeth Morgan, eine Tochter von John Morgan aus Carmarthenshire. 
Da sein ältester Sohn Edward bereits 1727 gestorben war, wurde dessen Sohn George sein Erbe.